# Sarah Greene
Sarah Greene (Cork, 21 luglio 1984) è un'attrice irlandese.

## Biografia
Nata e cresciuta a Cork, si è avvicinata alla recitazione durante l'infanzia e ha studiato teatro alla Gaiety School of Acting di Dublino, diplomandosi nel 2006.
Attiva sul piccolo e grande schermo, nonché a teatro, ha recitato nel 2011 nel film Un poliziotto da happy hour, mentre nel 2013 ha esordito sulle scene londinesi nella commedia Lo storpio di Inishmaan di Martin McDonagh, con cui ha debuttato anche a Broadway l'anno successivo. Per la sua interpretazione nel ruolo di Helen McCormick (accanto a Daniel Radcliffe) ha ricevuto una candidatura al Laurence Olivier Award alla migliore attrice non protagonista e al Tony Award alla miglior attrice non protagonista in un'opera teatrale.
Negli anni successivi si è affermata in televisione con ruoli ricorrenti e da co-protagonista nelle serie Penny Dreadful e Rebellion. Ad essi sono seguiti ruoli principali, come quello di Maxime in Ransom (2017) e Cassie in Dublin Murders (2019). Nel 2020 ha interpretato Lorraine, la madre del personaggio di Paul Mescal, nella serie Normal People, a cui sono seguiti altri ruoli principali in Roadkill (2020) e Bad Sisters (2022-2024), che le è valso un Peabody Award. Parallelamente all'attività televisiva (che le è valsa due Irish Film and Television Award), ha continuato a recitare al cinema e a teatro: nel 2017 ha recitato a Londra in Woyzeck (Old Vic) e The Ferryman (Gielgud Theatre), mentre nel 2018 è stata l'eponima protagonista nel film Rosie.
Ha avuto un figlio dal chitarrista Nathan Connolly.

## Filmografia (parziale)

### Cinema
- Un poliziotto da happy hour (The Guard), regia di John Michael McDonagh (2011)
- Il sapore del successo (Burnt), regia di John Wells (2015)
- Rosie, regia di Paddy Breathnach (2018)
- L'ultima vendetta (In the Land of Saints and Sinners), regia di Robert Lorenz (2023)

### Televisione
- Penny Dreadful - serie TV, 13 episodi (2015-2016)
- Ransom - serie TV, 21 episodi (2017-2018)
- Dublin Murders - serie TV, 8 episodi (2019)
- Normal People - serie TV, 6 episodi (2020)
- Bad Sisters - serie TV, 18 episodi (2022-2024)

## Teatro (parziale)
- Lo storpio di Inishmaan di Martin McDonagh, regia di Michael Grandage. Noël Coward Theatre di Londra (2013), Cort Theatre di Broadway (2014)
- Woyzeck di Georg Büchner, adattamento di Jack Thorne, regia di Joe Murphy. Old Vic di Londra (2017)
- The Ferryman di Jez Butterworth, regia di Sam Mendes. Gielgud Theatre di Londra (2017)

## Doppiatrici italiane
Nelle versioni in italiano delle opere in cui ha recitato, Sarah Greene è stata doppiata da:
- Gaia Bolognesi in Bad Sisters
- Domitilla D'Amico in Sexy Beast - La serie
- Benedetta Degli Innocenti ne L'ultima vendetta
- Chiara Gioncardi ne Il sapore del successo
- Paola Majano in Normal People
- Ilaria Silvestri in Ransom